# Salviac
 Salviac  es una comuna y población de Francia, en la región de Mediodía-Pirineos, departamento de Lot, en el distrito de Gourdon. Es cabecera del cantón homónimo.
Su población en el censo de 1999 era de 1.076 habitantes.
Está integrada en la Communauté de communes du Pays de Salviac .

## Demografía
| 910 | 972 | 896 | 855 | 1 003 | 1 076 |
| Para los censos de 1962 a 1999 la población legal corresponde a la población sin duplicidades (Fuente: INSEE [Consultar]) |     |     |     |       |       |